# Langtry
Pour les articles homonymes, voir Langtry (homonymie).
Langtry est une communauté non-incorporée située dans le comté de Val Verde, au Texas. Cette communauté se démarque par la présence du juge de paix (en) Roy Bean, surnommé « La Loi à l'ouest du Pecos » (“Law West of the Pecos”).

## Histoire
Langtry fut originellement établie en 1882 par la Southern Pacific en tant que centre de formation nommé “Eagle Nest” (« nid d'aigle »). Elle fut plus tard renommée pour George Langtry, un ingénieur et contremaître ayant supervisé une équipe de chinois pour construire la ligne ferroviaire. Roy Bean arriva peu après et construisit un saloon près de la ligne.
En 1884 ouvrit un bureau de poste et la ville commença à se développer ; en 1892, elle possédait une épicerie générale, une gare et deux saloons (incluant celui du juge Bean, nommé “The Jersey Lilly”,  en hommage à l'actrice Lillie Langtry surnommée the Jersey Lily . La faute d'orthographe  Lilly au lieu de Lily est conforme aux photos de l'époque du saloon, mais Jersey Lilly peut aussi signifier Lilly de Jersey).
Après la mort de Bean en 1903, la croissance de la ville commença à décroître, notamment dû au fait qu'une autoroute passant légèrement à côté de la ville permettait de rejoindre le nord plus vite. Dans les années 1920, la Southern Pacific déplaça ses usines en dehors de la ville, la population diminuant jusqu'à 50. Dans les années 1970, elle atteignit les 40 habitants. Mais le tourisme généré par le Judge Roy Bean Visitor Center continue de faire vivre la ville et a contribué à l'augmentation du nombre d'habitants jusqu'à 145, selon le recensement des États-Unis de 1990.

## Représentation dans les médias
L'exposition de la ville dans les médias de masse a contribué au renouvellement de l'intérêt pour la ville.
- Le film de 1940 Le Cavalier du désert, dans lequel jouent Walter Brennan en tant que juge Roy Bean, et Gary Cooper en tant que commerçant, a réitéré le mythe de la provenance du nom de la ville (Lillie Langtry).
- En 1956, le show télévisé Roy Bean bouscule les ondes et inclut un bon nombre de stars du jour telles qu'Edgar Buchanan.
- En 1972, le film Juge et Hors-la-loi, joué par Paul Newman, fit éclater l'intérêt pour la ville.
- La bande dessinée Lucky Luke n°13 Le juge des éditions Dupuis fait référence à Roy Bean.